# Guerre vénéto-ottomane (1537-1540)
Pour les articles homonymes, voir Guerres vénéto-ottomanes.

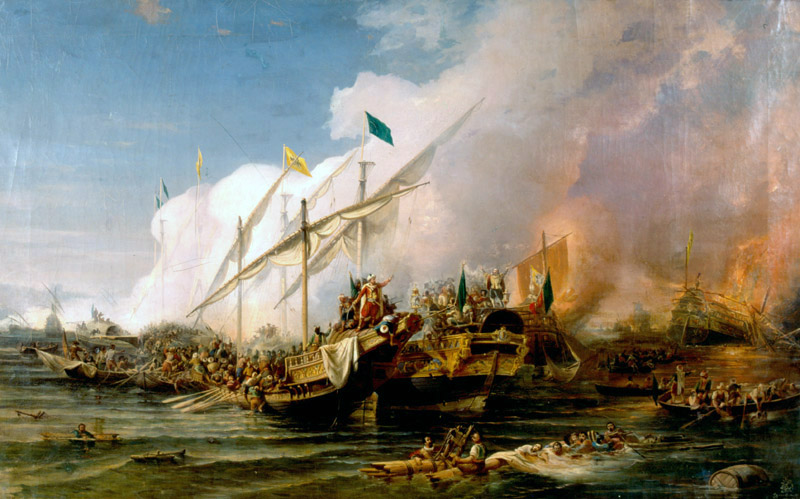
Barberousse Hayreddin Pacha bat la Sainte Ligue de Charles Quint sous le commandement d'Andrea Doria à la bataille de Preveza (1538).

La guerre vénéto-ottomane de 1537 – 1540 est un conflit opposant l'Empire ottoman de Soliman le Magnifique, en pleine expansion, appuyé au départ par la France, et la république de Venise, appuyée à partir de 1538 par une alliance créée par le pape Paul III, la « Sainte Ligue », dont le principal membre est Charles Quint.

## Contexte
Ce conflit s'insère dans le conflit global qui oppose depuis les années 1520 l'Empire ottoman et la chrétienté, notamment l'empire de Charles Quint (empereur d'Allemagne et seigneur des Pays-Bas, mais surtout roi d'Espagne (Castille et Aragon), de Naples et de Sicile), conflit qui se déroule à la fois en Méditerranée et en Europe continentale (en Hongrie, mais Vienne a été assiégée en 1529). Dans ce conflit, Charles Quint est affaibli par l'opposition des princes allemands, notamment les protestants, mais aussi par celle du roi de France François Ier, qui n'hésite pas à faire alliance avec Soliman.
En Méditerranée, interviennent deux puissances moyennes : le corsaire turc Khayr ad-Din Barberousse qui s'établit (pour la seconde fois) à Alger en 1527 ; la république de Venise, dont les possessions et dépendances en Méditerranée orientale sont directement au contact de l'Empire ottoman.
En 1529, Khayr ad-Din Barberousse réussit à évincer les Espagnols de la forteresse du Penon d'Alger et établit une alliance avec l'Empire ottoman, dont il se reconnaît tributaire dans le cadre de la régence d'Alger. Alger devient une base corsaire de premier plan. En 1534, il s'empare de Tunis. L'année suivante, Charles Quint réussit à le chasser de Tunis, établissant une garnison à La Goulette et mettant la dynastie hafside en tutelle.
En 1536, Barberousse quitte Alger, qu'il confie à son fils, devenant capitan pacha (grand amiral) de la flotte ottomane.

## Historique
Poussé par un parti belliciste mené par Barberousse, Soliman le Magnifique déclare la guerre à Venise au début de 1537.

### Campagne ottomane de 1537: Corfou et Naxos
En mai 1537, deux cents navires de la flotte ottomane, commandée par le Capitan pacha (amiral) Khayr ad-Din Barberousse, quittent Constantinople vers l'Albanie, où Soliman doit le rejoindre avec l'armée afin de traverser l'Adriatique et de débarquer à Brindisi, dont le gouverneur est passé du côté ottoman. Simultanément, le roi de France François Ier, allié de Soliman, doit attaquer les Habsbourg par le Nord de l'Italie.
Mais François Ier change d'avis et renonce à attaquer et la trahison du gouverneur de Brindisi est découverte. Soliman tourne alors la flotte de Barberousse contre Corfou. Plus de 50 000 hommes et trente canons assiègent la forteresse fin août-début septembre, mais ne peuvent la prendre.
Les autres îles Ioniennes sont ravagées ; la flotte passe alors dans la mer Égée et attaque Cythère, Égine, puis se tourne vers le duché de Naxos dans les Cyclades. Paros est assiégée et ravagée. Il y aurait eu 6 000 victimes sur l'île (personnes tuées ou capturées comme esclaves ou comme janissaires). Barberousse envoie alors un émissaire au duc Giovanni IV Crispo sur Naxos, avec un ultimatum : subir le sort de Paros ou payer un tribut et se reconnaître vassal de l'Empire ottoman. Les troupes turques débarquent dans le port de Naxos et pillent l'île en attendant la réponse du duc, qui finit par accepter : il verse 5 000 ou 6 000 ducats et s'engage à verser un tribut annuel de 5 000 ducats, soit la moitié du revenu annuel du duché.
Les Ottomans se retirent, mais une partie de la flotte fait cependant le tour des autres îles du duché : Amorgós, Anafi, Astypalée, Ios, Kéa, Kythnos et Mykonos pour y exiger des tributs.

### Formation de la Sainte Ligue (début de 1538)
Le 1er décembre 1537, Giovanni IV écrit une lettre au pape Paul III et aux autres souverains chrétiens. Il y raconte l'attaque qu'il vient de subir, prévient que l'inaction et les divisions seront fatales à l'ensemble de la chrétienté et suggère enfin une nouvelle croisade qui repousserait d'abord les Ottomans de l'Égée avant d'aller libérer le tombeau du Christ à Jérusalem. Il semble que cette lettre soit un des éléments qui ont amené la création de la Sainte Ligue entre le Pape, les Habsbourg et Venise.
En février 1538, le Pape réussit à convaincre la république de Venise, l'ordre de Saint-Jean de Jérusalem, mais aussi Charles Quint, roi d'Espagne, de Naples, de Sicile et empereur d'Allemagne, de le rejoindre dans une Sainte Ligue contre les Ottomans.

### Campagne de 1538  Prévéza et Castelnuovo
En septembre 1538, la Ligue réunit trois cents navires, dont 162 galères, à Corfou, sous le commandement du Génois Andrea Doria alors au service de Charles Quint.
La flotte de Doria rencontre celle de Barberousse le 28 septembre 1538 lors de la bataille de Préveza qui est remportée par les Turcs. Doria est personnellement blâmé pour cette défaite : on lui reproche son hésitation à engager ses propres navires.
Peu après, les troupes terrestres de la Ligue réussissent à s'emparer de la forteresse stratégique de Castelnuovo (actuel Herceg Novi, Monténégro), sur la côte dalmate. Mais ce succès de Castelnuovo, au lieu d'unifier la Sainte Ligue, la morcelle encore plus.
Les Vénitiens réclament en effet immédiatement la cession de la forteresse, située entre leurs enclaves de Raguse et Cattaro et importante pour garantir leur domination sur l'Adriatique. Mais Charles Quint refuse de céder la position. En conséquence, les Vénitiens rompent leur alliance avec lui et retirent leurs navires de la Sainte Ligue.